# Веллінгтон
Веллінгтон або Те Вангануї-а-Тара (англ. Wellington, маор. Te Whanga-nui-a-Tara) — столиця Нової Зеландії, третє місто за населенням та центр другої за чисельністю агломерації країни, найбільша столиця серед країн Полінезії.

## Природні умови
Місто лежить на півдні Північного острова, на березі бухти вулканічного походження Ламбтон, що є частиною протоки Кука. Через це місто досить часто піддається сильним штормовим вітрам. Столиця оточена горбами. Місто визнане сейсмонебезпечним. Природна рослинність представлена деревами і чагарниками, серед яких переважають вічнозелені види.

### Клімат
Клімат — субтропічний морський (Cfb за класифікацією кліматів Кеппена). Найтепліший місяць — січень (середня температура 16 °C), тоді як найхолодніший — липень (середня температура 8 °C). За рік у середньому випадає 1250 мм опадів, переважно у вигляді дощів. Сніг спостерігається лише високо в горах.
| Клімат 1928–2015, 1961–2015                | Клімат 1928–2015, 1961–2015 | Клімат 1928–2015, 1961–2015 | Клімат 1928–2015, 1961–2015 | Клімат 1928–2015, 1961–2015 | Клімат 1928–2015, 1961–2015 | Клімат 1928–2015, 1961–2015 | Клімат 1928–2015, 1961–2015 | Клімат 1928–2015, 1961–2015 | Клімат 1928–2015, 1961–2015 | Клімат 1928–2015, 1961–2015 | Клімат 1928–2015, 1961–2015 | Клімат 1928–2015, 1961–2015 | Клімат 1928–2015, 1961–2015 |
| Показник                                   | Січ.                        | Лют.                        | Бер.                        | Квіт.                       | Трав.                       | Черв.                       | Лип.                        | Серп.                       | Вер.                        | Жовт.                       | Лист.                       | Груд.                       | Рік                         |
| Абсолютний максимум, °C                    | 30,1                        | 30,1                        | 28,3                        | 24,7                        | 22,0                        | 18,3                        | 17,6                        | 19,3                        | 21,9                        | 25,1                        | 26,9                        | 29,1                        | 30,1                        |
| Середній максимум, °C                      | 20,1                        | 20,3                        | 19,0                        | 16,6                        | 14,0                        | 11,9                        | 11,1                        | 11,9                        | 13,4                        | 15,0                        | 16,7                        | 18,6                        | 15,7                        |
| Середня температура, °C                    | 16,6                        | 16,8                        | 15,7                        | 13,6                        | 11,3                        | 9,3                         | 8,5                         | 9,1                         | 10,5                        | 11,9                        | 13,4                        | 15,3                        | 12,7                        |
| Середній мінімум, °C                       | 13,1                        | 13,3                        | 12,4                        | 10,7                        | 8,6                         | 6,7                         | 5,9                         | 6,4                         | 7,5                         | 8,8                         | 10,1                        | 12,0                        | 9,6                         |
| Абсолютний мінімум, °C                     | 4,1                         | 5,2                         | 4,6                         | 2,6                         | 1,0                         | −0,1                        | 0,0                         | −0,1                        | 0,2                         | 1,2                         | 2,1                         | 3,4                         | −0,1                        |
| Середня кількість сонячних годин на місяць | 240,3                       | 205,0                       | 194,7                       | 153,8                       | 126,0                       | 102,3                       | 111,4                       | 137,2                       | 163,2                       | 191,1                       | 210,8                       | 222,9                       | 2058,7                      |
| Норма опадів, мм                           | 77.8                        | 76.9                        | 86.1                        | 98.2                        | 120.3                       | 131.2                       | 136.4                       | 124.5                       | 99.6                        | 110.7                       | 88.4                        | 93.5                        | 1243.6                      |
| Днів з дощем                               | 7,2                         | 7,0                         | 8,3                         | 9,4                         | 11,6                        | 13,3                        | 13,3                        | 13,0                        | 11,0                        | 11,5                        | 9,4                         | 9,0                         | 124,0                       |
| Вологість повітря, %                       | 79.5                        | 81.6                        | 82.2                        | 82.8                        | 84.6                        | 85.9                        | 86.1                        | 84.6                        | 80.6                        | 80.4                        | 78.9                        | 79.7                        | 82.2                        |
| ------------------------------------------ | --------------------------- | --------------------------- | --------------------------- | --------------------------- | --------------------------- | --------------------------- | --------------------------- | --------------------------- | --------------------------- | --------------------------- | --------------------------- | --------------------------- | --------------------------- |
| Джерело: CliFlo                            |                             |                             |                             |                             |                             |                             |                             |                             |                             |                             |                             |                             |                             |

## Історія
На початку XIX століття почався процес захоплення європейцями земель корінного населення маорі. У 1839 р. полковник Вільям Вейкфілд, що служив у Новозеландській компанії, заснував місто трохи північніше за його сучасне розташування. Проте у 1840 р. сильні розливи річки Хатт примусили переселитися на південь. Перші переселенці назвали місто Веллінгтоном на честь фельдмаршала Артура Велслі, 1-го герцога Веллінгтона, командувача об'єднаних англо-голландських військ, за ту допомогу, яку він надав першим переселенцям. Сильний землетрус 1848 р. викликав серйозні руйнування в місті, а у 1854 р. з тієї ж причини загинули багато людей. У 1865 р. Веллінгтон став столицею Нової Зеландії, якою він є і досі.

## Населення
За даними на літо 2021 р. чисельність населення міської зони Веллінгтона становить 215 900 осіб. У прилеглих до міської межі населених пунктах, що регіонально відносяться до «великого Веллінгтона» проживає ще 222 900 осіб. Площа міста становить 290 км².
Приблизно 19% чисельності населення становлять діти віком до 15 років і близько 9% — люди, яким за 65 років. Серед етнічних груп переважають європейці (щонайменше 81 % загальної чисельності населення міста). Наступна найбільша етнічна група — маорі (понад 4 % населення міста). Решта населення — переважно представники азійських народів і вихідці з країн Полінезії.
У спілкуванні переважає англійська мова. Іншими найбільш часто вживаними мовами є французька, маорі, самоан, німецька і китайська.
Велика частина жителів Веллінгтона сповідує християнство. Послідовники ісламу, юдаїзму та буддизму також широко представлені у Веллінгтоні.

## Економіка
Гавань Веллінгтона є одним з головних морських портів Нової Зеландії і обслуговує як внутрішнє, так і міжнародне судноплавство. Порт обробляє приблизно 10,5 мільйона тонн вантажів щорічно, імпортуючи нафтопродукти, автомобілі, корисні копалини та експортуючи м'ясо, деревину, молочну продукцію, шерсть та фрукти. Багато круїзних суден також заходять у порт.
Урядовий сектор вже давно є опорою економіки. Традиційно центральне розташування Веллінгтона означало, що це місце розташування багатьох головних офісів компаній різних секторів - зокрема в галузі фінансів, технологій та важкої промисловості, після економічної дерегуляції та приватизації багато штаб-квартир перебралися до Окленда.
Туризм, мистецтво та культура, кіно та ІКТ відіграють все більшу роль в економіці міста. Середній дохід Веллінгтона значно перевищує середній показник у Новій Зеландії і найвищий серед усіх новозеландських міст. У ньому значно більша частка людей з вищою кваліфікацією, ніж в середньому по країні. Основні компанії, що мають штаб-квартиру у Веллінгтоні:
- Centreport
- Chorus Limited
- Contact Energy
- The Cooperative Bank
- Datacom Group
- Infratil
- Kiwibank
- Meridian Energy
- New Zealand Post
- New Zealand Exchange
- Todd Corporation
- Trade Me
- Weta Digital
- Wellington International Airport
- Xero
- Z Energy

За переписом 2013 року найбільшою галуззю зайнятості для мешканців Веллінгтона були професійні, науково-технічні служби (25 836 осіб), державне управління та безпека (24 366 осіб), охорона здоров'я та соціальна допомога (17 466 осіб), освіта та навчання (16 550 осіб) і роздрібна торгівля (16 203 особи). Крім того, Веллінгтон є важливим центром новозеландської кіно- та театральної індустрії та другий за Оклендом за кількістю підприємств екранного виробництва.

## Освіта
Університет Вікторії має чотири кампуси і працює за системою трьох триместрів (початок - березень, липень і листопад).  2008 року в ньому навчалося 21 380 студентів; з них 16 609 були студентами денного відділення. Університет має 1930 штатних співробітників. 
Кампуси в Веллінгтоні мають університет Мессі та університет Отаго. Інші виши — Веллінгтонський технологічний інститут, Новозеландська музична школа, Нова драматична школа Нової Зеландії.

## Культура

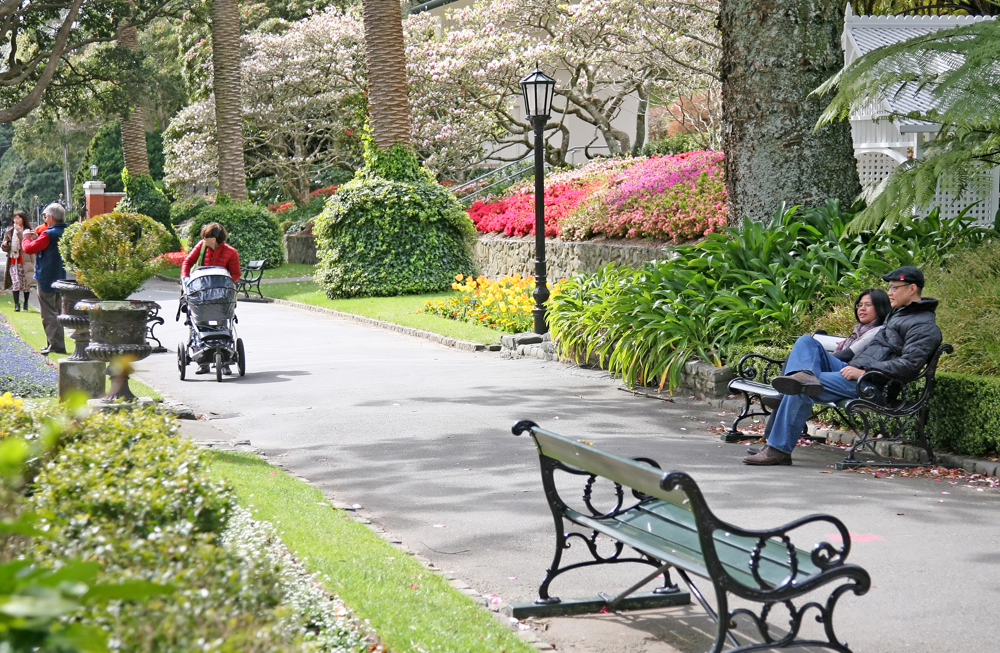
У ботанічному саду

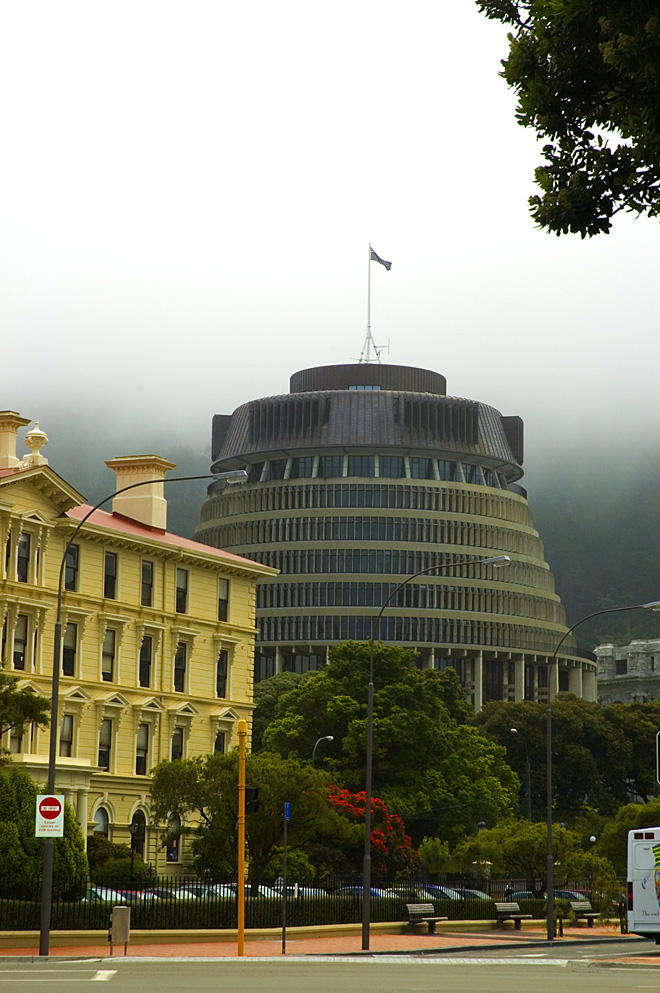
Будівля парламенту (вулик)

Веллінгтон — надзвичайно гарне і затишне місто, що вражає великою кількістю мостів, тунелів, парків і скверів. Його архітектурна зовнішність різноманітна: еклектичні споруди XIX — першої половини XX століть на вулицях міста поєднуються з будівлями сучасного стилю і масовою дерев'яною забудовою. Однією з найцікавіших споруд столиці є округла будівля парламенту, яку містяни називають вуликом. Навпроти парламенту розташований колишній палац уряду — друга за величиною споруда з дерева у світі. Також привертає увагу собор Святого Павла. Вражає столичний ботанічний сад, що знаходиться на схилі високої гори.

### Музеї та установи культури
- Музей Нової Зеландії Те Папа Тонгарева
- Міська галерея Веллінгтона
- Музей Веллінгтона (раніше Музей міста і моря у Веллінгтоні)
- Музей Веллінгтонського фунікулера
- Музей Резервного банку Нової Зеландії
- Будинок та сад Кетрін Менсфілд
- Національна бібліотека Нової Зеландії
- Архів Нової Зеландії

### Музика
У Веллінгтоні з'явилися такі музичні гурти, як Flight of the Conchords, The Warratah, The Mockers, The Phoenix Foundation, Shihad, Beastwars, Fly My Pretties, Fat Freddy's Drop, The Black Seeds, Demoniac.
Новозеландський симфонічний оркестр, струнний квартет Невайн і камерний оркестр Нової Зеландії базуються в Веллінгтоні. Місто також є батьківщиною біг-бенду Роджера Фокса і всесвітньо відомого чоловічого хору Vocal FX.

## Відомі люди
- Вільям Гейвард Пікерінг (1910—2004) — американський фізик і астроном.
- Колін Маккалоу (1937—2015) — австралійська письменниця.
- Джейн Кемпіон (1954) — новозеландська кінорежисерка, сценаристка та продюсер.
- Френ Волш (1959) — новозеландська сценаристка, кінопродюсер, автор пісень та композитор.
- Рассел Кроу (1964) — новозеландський кіноактор.
- Карл Урбан (1972) — новозеландський кіноактор.